# Unió mundial de dones pageses
La Unió mundial de dones pageses (en anglès Associated Country Women of the World ACWW), creada l'any 1933, és l'organització de dones rurals i de treballadores a domicili més important. L'ACWW coordina més de 365 unions i societats de dones en 70 països, cadascuna amb les seves característiques i activitats independents. L'organització compta amb 9 milions de membres.
La seva seu general està situada a Londres i l'ACWW disposa de l'estatus d'ONG amb dret de consulta amb certes agències de les Nacions Unides. L'associació tracta de la promoció de la cooperació internacional oferint una ajuda pràctica als seus membres.

## Història
A finals del segle xix els grups de dones rurals independents van veure la llum. La comunicació entre aquests grups permet a les dones que venen del món rural reunir-se i treballar juntes amb l'objectiu d'obtenir metes comunes. La unió es crea gràcies a l'acció de Margaret Vatio.
L'abril de 1929 a Londres es realitza la primera conferència de dones pageses, 46 dones de 24 països participen en la conferència que dura 4 dies.
A Viena l'any 1930 la conferència adopta una decisió del Consell internacional de les dones (CIF) de formar un 'Comitè de connexió' de les organitzacions de dones rurals.
A Estocolm l'any 1933 el comitè passa a ser la "Unió mundial de dones pageses" (ACWW).
La Unió de les camperoles suïsses passa a formar part d'aquesta associació l'any 1935.
Ruth Shanks és escollida presidenta el 2013.

### Objectius
- Augmentar el nivell de vida de les dones pageses i de les seves famílies gràcies al desenvolupament de l'educació i de programes comunitaris.
- Aportar una ajuda pràctica a les membres i ajudar-les a desenvolupar projectes d'emprenedoria que generen ingressos.
- Donar visibilitat a les dones rurals en el plànol internacional gràcies als vincles amb les agències de les Nacions Unides.

L'ACWW té com a objectiu augmentar el nivell de vida de les dones rurals i de les seves famílies gràcies a projectes en les comunitats rurals dins dels temes següents:
- Salut i nutrició
- Accés a l'allotjament i als recursos hidràulics
- Alfabetització
- Assistència i planificació en l'àmbit microeconòmic
- Formacions de lideratge per animar a les dones a tenir un paper en el desenvolupament de les seves comunitats.

L'ACWW actua de lobbying per a les dones pageses i les seves famílies gràcies als seus vincles amb les Nacions Unides. Sota els estatuts consultius amb l'Organització de les Nacions Unides per a l'educació, la ciència i la cultura (UNESCO), l'ACWW és membre dels grups de les Nacions Unides següents:
- Working Group on Girls (secció de l'UNICEF)
- NGO Comitè de la UNIFEM (secció d'UN Women)
- NGO Comitè d'UNICEF
- NGO Comitè del estatus de les dones
- NGO Comitè de desenvolupament sostenible
- NGO Comitè de la família
- NGO Comitè de les persones majors
- NGO-UNESCO comitè de connexió